# Kingpin: Life of Crime
Kingpin: Life of Crime ist ein Ego-Shooter, der vom US-amerikanischen Studio Xatrix Entertainment entwickelt und von Interplay im Juni 1999 veröffentlicht wurde. Aufgrund expliziter Gewaltdarstellungen wurde das Spiel in Deutschland durch die BPjS indiziert. Im Juni 2024 erfolgte nach 25 Jahren die automatische Listenstreichung.

## Handlung und Spielprinzip
In Kingpin schlüpft man in die Rolle eines Verbrechers, der im Introvideo von den Handlangern eines Gangsterbosses brutal zusammengeschlagen wird und nach diesem Angriff auf Rache sinnt. Der Name des Protagonisten bleibt dem Spieler verborgen. Im Chatfenster wird dieser lediglich als „Thug“ (englisch für Schläger, Gangster) bezeichnet. Vom Gangsterboss und seinen Schergen wird er nur „Motherfucker“ genannt. Im Laufe des Spiels kämpft man sich mit verschiedenen Waffen durch Ghettos, Abwasserkanäle, Lagerhallen und vieles mehr, bis man schließlich dem Boss selbst gegenübersteht und ihn in einem finalen Kampf töten muss.

## Waffen und Ausrüstung
Im Laufe des Spiels findet man unterschiedliche, zunehmend stärkere Waffen. So beginnt man nur mit einem alten Bleirohr ausgerüstet und muss so die ersten Verbrecher überwältigen, bis man zu seiner ersten Schusswaffe, der Pistole kommt, welche sich im weiteren Verlauf des Spiels mit unterschiedlichen Modifikationen aufrüsten lässt. Daneben findet man unter anderem eine Schrotflinte, Flammenwerfer und ein leichtes Maschinengewehr bis hin zum schweren MG und der Bazooka. Ebenso kann der Spieler im Laufe des Spiels verschieden starke Panzerungen für Kopf, Brust und Beine finden, die den erlittenen Schaden vermindern.

## Besonderheiten
Der Spieler kann mit einer Vielzahl an NPCs interagieren und sprechen, die ihm teilweise wichtige Informationen geben. Manche NPCs bieten dem Spieler sogar an, als Söldner an seiner Seite zu kämpfen und ihn so gegen seine Gegner zu unterstützen. Zusätzlich gibt es in fast jedem Spielabschnitt eine Bar. Hier kann man nicht angegriffen werden und oftmals NPCs als Verstärkung anheuern. Dass einige der NPCs dem Spieler Aufträge geben, z. B. bestimmte Dinge wiederzufinde, ist auch eine Spielmechanik, die eher in Rollenspielen als in Ego-Shootern vorhanden ist. Als Belohnung gibt es dann Geld, Schlüssel oder ähnliches. Manchmal schließt sich der NPC aus Dankbarkeit dem Spieler auch umsonst an.
Generell ist das Sammeln von Gegenständen im Spiel elementar, da man z. B. einen Spielabschnitt nur verlassen kann, wenn man zu dem entsprechenden Motorrad die Batterie auftreibt usw. Auch kann man ausgeschaltete Gegner plündern und ihr Geld nehmen. In „Pawn-O-Matic-Shops“, kann der Spieler Waffen kaufen und modifizieren.
Als leitender Grafiker wirkte Viktor Antonov an Kingpin: Life of Crime mit, der Jahre später durch seine Arbeit als Artdirector und Grafikdesigner an Spielen wie Half-Life 2, Dishonored: Die Maske des Zorns und Wolfenstein: The New Order Bekanntheit erlangte.
Die Fortsetzung Kingpin 2 wurde zwar 2004 von Interplay angekündigt, ist jedoch nie erschienen.

## Gewalt und Indizierung
Kingpin wurde in Deutschland im Juli 1999 von der Bundesprüfstelle für jugendgefährdende Medien indiziert. Man kann seinen Gegnern Gliedmaßen abschießen und auch bereits tote Gegner weiter verstümmeln, wobei eine große Menge an Blut zu sehen ist. Zusätzlich bedienen sich die Spielfiguren einer äußerst harten Gossensprache, in der häufig Redewendungen des Wortes „Fuck“ vorkommen.

## Soundtrack
Für den Soundtrack steuerte die amerikanische Hip-Hop-Formation Cypress Hill die drei Tracks Checkmate, 16 Men Till There’s No Men Left und Lightning Strikes bei, welche alle von deren Album IV stammen. Von den Songs sind allerdings im Spiel meist nur Loops des jeweiligen Instrumentalstückes zu hören.
Besonders hervorzuheben ist, dass Cypress Hill auch einige der Gangsterstimmen eingesprochen haben.

## Rezeption
Das Spiel erhielt überwiegend positive Wertungen. GameSpot bewertete Kingpin mit 7,3 von 10 Punkten und IGN mit 8,3 von 10 Punkten.

## Digitale Veröffentlichung
Interplay veröffentlichte Kingpin im September 2008 auf der digitalen Vertriebsplattform GOG.com und im August 2009 auf Steam als Download. 2011 erschien es auch auf dem inzwischen eingestellten Anbieter Desura. Aufgrund der Indizierung des Spiels ist es für Nutzer mit deutscher IP-Adresse nicht erhältlich (Geoblocking).

## Kingpin: Reloaded
Im Januar 2020 kündigten 3D Realms und Interplay ein Remaster des Spiels mit dem Titel Kingpin: Reloaded an, welches bereits 2020 für Microsoft Windows, Xbox One, PlayStation 4 und Nintendo Switch erscheinen sollte. Neben der Unterstützung von 4K-Auflösung, 60 Bildern pro Sekunde und Gamepad-Steuerung wurden auch visuelle und spielerische Optimierungen in Aussicht gestellt. Für Kingpin: Reloaded zeichnete das dänische Studio Slipgate Ironworks verantwortlich. Die Veröffentlichung wurde auf unbestimmte Zeit verschoben, da das Fehlen des ursprünglichen Quelltexts die Entwicklung erschwerte. Kingpin: Reloaded erschien schließlich am 5. Dezember 2023 für Windows. Presse und Spieler bewerteten die Neuauflage mehrheitlich negativ, kritisiert wurden zahlreiche technische Probleme und Überarbeitungen, die als nachteilig wahrgenommen wurden.